# Wave OS
Wave OS es un sistema operativo libre y de código abierto para computadoras de escritorio cuyo propósito es presentar una solución real a varios de los conflictos que afronta la informática actual, sin por ello perder los beneficios conseguidos.
Wave OS es un proyecto independiente que no tiene relación con ninguna empresa tecnológica ni con dispositivos de escritorio o móviles preexistentes.
El desarrollo de Wave fue decidido en 2010 cuando quienes integran su equipo de desarrollo tuvieron motivos para creer que el código del sistema operativo en el que Wave OS se basa, había sido abandonado y sus integrantes vieron que de continuar su desarrollo en la dirección correcta podría tenerse un nuevo sistema operativo libre, bajo las cuatro libertades básicas del movimiento de software libre, pero capaz de competir en el futuro con sistemas libres preexistentes y tal vez hasta ser más amigable e intuitivo que algunos sistemas comerciales que a los ojos de la sociedad parecen imposibles de superar.
El objetivo básico del equipo detrás de Wave OS es producir un nuevo S.O liviano, rápido y simple de donde tareas como agregar nuevos programas o controladores de hardware este completamente al alcance del usuario menos experto. Estas facilidades ya están disponibles en el sistema operativo desde el cual se está trabajando, que es compatible con sistemas como gnu/linux, pero no está atado a viejas tecnologías. Sin embargo debe destacarse que se requiere un profundo trabajo de depuración para alcanzar estos objetivos.
El desarrollo está dividido en 4 etapas:

## Sobre su desarrollo actual
Wave OS es producto de un proceso de desarrollo donde se están fusionando componentes de software libre preexistentes en una forma menos convencional con el fin de proporcionar un sistema operativo libre y amigable con quienes no poseen conocimientos técnicos sobre informática, aun así permitiendo adaptar en Wave con pocos cambios software desarrollado para otra plataforma similar.
WaveOS en su versión 1.0 será un sistema operativo para computadoras de escritorio y notebooks el cual no requerirá habilidades informáticas superiores al promedio para adicionar aplicaciones o dispositivos de hardware, ni debería requerir actualizaciones de hardware a menos que se lo intente ejecutar en computadoras sumamente.

## Sobre su desarrollo futuro
Después de alcanzada la versión 1.0, se evalúa portar WaveOS desde su arquitectura nativa i386 hacia computadoras de tipo ARM y Risc5, esta última una arquitectura de hardware totalmente abierta.